# 토머스 라이언 (1870년)
토머스 라이언(Thomas Ryan, 1870년 1월 9일 ~ 1943년 11월 22일)은 아일랜드에서 출생하였지만 주로 오스트레일리아에서 활동한 외교관 겸 정치인이었다.

## 생애

### 청년 초반 시절
영국 벨파스트에서 고등학교를 중퇴한 후 1888년 청나라 장쑤 성 상하이를 처음으로 방문함으로써 첫 동양 국가 도시 방문을 하였으며 이어 청나라 허베이 성 톈진과 청나라 푸젠 성 푸저우와 청나라 광둥 성 광저우를 거쳐 홍콩과 마카오를 방문하여 동양 국가 관련 견문을 넓히었고 이 시절에는 리차오난(李樵楠, 이초남)이라는 한자어 이름을 사용하였다.

### 1890년 오스트레일리아에 사실상 본격 이주
1889년에는 하와이 군주국 호놀룰루로 건너갔으며 1890년 하와이를 떠나 오스트레일리아로 건너갔다.

### 중년 시절 이후
1890년 오스트레일리아 캔버라에 본격 도착하여 그 후 1902년 오스트레일리아 정치 분야 첫 입접을 하였으며 훗날 1905년에서 1906년까지 디킨 총리(당시 오스트레일리아 총리)의 비서관 직책을 잠시 지냈다. 그 후로는 1938년이 되어서야 자신의 출생국가 아일랜드를 출향 50년여만에 재방문하여 더글러스 하이드 아일랜드 대통령에게 국빈급 환영을 받기도 하였다.